# Puccinia cockerelliana
Puccinia cockerelliana ist eine Ständerpilzart aus der Ordnung der Rostpilze (Pucciniales). Der Pilz ist ein Endoparasit der Wiesenraute Thalictrum fendleri sowie von Schwingeln. Symptome des Befalls durch die Art sind Rostflecken und Pusteln auf den Blattoberflächen der Wirtspflanzen. Sie kommt in Nordamerika vor.

## Merkmale

### Makroskopische Merkmale
Puccinia cockerelliana ist mit bloßem Auge nur anhand der auf der Oberfläche des Wirtes hervortretenden Sporenlager zu erkennen. Sie wachsen in Nestern, die als gelbliche bis braune Flecken und Pusteln auf den Blattoberflächen erscheinen.

### Mikroskopische Merkmale
Das Myzel von Puccinia cockerelliana wächst wie bei allen Puccinia-Arten interzellulär und bildet Saugfäden, die in das Speichergewebe des Wirtes wachsen. Die Aecien der Art besitzen 23–29 × 19–23 µm große, breitellipsoide bis kugelige und hyalin-gelbliche Aeciosporen. Die gelbbraunen Uredien der Art wachsen oberseitig auf den Blättern der Wirtspflanze. Ihre gelben bis fast farblosen Uredosporen sind für gewöhnlich breitellipsoid bis eiförmig, 27–32 × 22–25 µm groß und fein stachelwarzig. Die  blattoberseitig wachsenden Telien der Art sind braun und früh unbedeckt. Die goldbraunen Teliosporen des Pilzes sind zweizellig, in der Regel lang zylindrisch und 60–80 × 14–18 µm groß. Ihre Stiele sind bräunlich und bis zu 15 µm lang.

## Verbreitung
Das bekannte Verbreitungsgebiet von Puccinia cockerelliana reicht von Alaska bis New Mexico.

## Ökologie
Die Wirtspflanzen von Puccinia cockerelliana sind für den Haplonten Thalictrum fendleri sowie Schwingel (Festuca spp.) für den Dikaryonten. Der Pilz ernährt sich von den im Speichergewebe der Pflanzen vorhandenen Nährstoffen, seine Sporenlager brechen später durch die Blattoberfläche und setzen Sporen frei. Die Art verfügt über einen Entwicklungszyklus mit Telien, Uredien, Spermogonien und Aecien und macht einen Wirtswechsel durch.